# Спиридонов, Михаил Фёдорович
Михаил Фёдорович Спиридонов — капитан теплохода «Юпитер» Ленского речного пароходства, Герой Социалистического Труда (1971).

## Биография
Родился в 1930 году во II Лючинском наслеге Кобяйского улуса Якутской АССР в крестьянской семье. После окончания семилетней школы служил матросом на катере службы пути Северо-Якутского речного пароходства Главного управления Северного морского пути, с 1946 года — матрос парохода «Пётр Ширшов». Окончил Якутский речной техникум, Благовещенское речное училище. В 1954 году стал капитаном теплохода «Генерал Ватутин».
Дважды избирался депутатом Верховного Совета Якутской АССР.

## Награды и звания
- Указом Президиума Верховного Совета СССР от 4 мая 1971 года за выдающиеся заслуги в развитии речного флота и высокопроизводительный труд в перевозке народно-хозяйственных грузов Михаилу Фёдоровичу Спиридонову присвоено звание Героя Социалистического Труда с вручением ордена Ленина и Золотой медали «Серп и Молот».
- Орден Трудового Красного Знамени.
- Заслуженный работник транспорта Российской Федерации.
- Заслуженный работник народного хозяйства Якутской АССР.
- Почётный гражданин Республики Саха (Якутия) (2007)[1].
- Почётный гражданин Кобяйского улуса.